# 吉田宗雄
吉田 宗雄（よしだ むねお、1912年〈大正元年〉10月10日 -  1944年〈昭和19年〉12月30日）は、日本の海軍軍人。最終階級は海軍中佐（死後）。
佐賀県小城郡牛津町（のちの小城市）出身。海軍兵学校62期。1944年（昭和19年）12月30日、駆逐艦「呉竹」艦長としてバシー海峡において戦死。

## 来歴
禅林寺の長男として生まれる。旧制小城中学校（現佐賀県立小城高校）を経て、
- 1931年（昭和 6年） - 海軍兵学校（第62期）に入学。
- 1934年（昭和 9年） - 11月海軍兵学校を卒業[2]　命少尉候補生　八雲（装甲巡洋艦）乗組
- 1935年（昭和10年）7月27日 - 鳳翔（空母）乗組
- 1936年（昭和11年） 4月1日 - 任海軍少尉　愛宕（重巡洋艦）乗組
- 1936年（昭和11年）12月1日 - 夕風（駆逐艦）乗組
- 1937年（昭和12年）7月18日 - 横須賀鎮守府第一特別陸戦隊付
- 1937年（昭和12年）12月1日 - 任海軍中尉　伊号第59潜水艦乗組
- 1938年（昭和13年）3月28日 - 呂号第63潜水艦乗
- 1938年（昭和13年）12月15日 - 第16号掃海艇乗組
- 1939年（昭和14年）10月20日 - 駒橋（潜水母艦）分隊長
- 1939年（昭和14年）11月15日 - 任海軍大尉
- 1940年（昭和15年）12月10日 - 神風（駆逐艦）水雷長兼分隊長
- 1941年（昭和16年）9月20日 - 漢口方面特別根拠地付
- 1942年（昭和17年）1月10日 - 漢口警備隊分隊長　隅田（砲艦）艦長代理、熱海（砲艦）艦長代理
- 1943年（昭和18年）1月15日 - 第24特別根拠地隊付
- 1943年（昭和18年）1月27日 - 友鶴水雷艇長
- 1943年（昭和18年）10月20日 - 横須賀鎮守府付
- 1943年（昭和18年）11月5日 - 命海軍機雷学校高等科学生
- 1944年（昭和19年）3月10日 - 呉竹（駆逐艦）艦長
- 1944年（昭和19年）5月10日 - 任海軍少佐
- 1944年（昭和19年）12月30日 - [3]呉竹、バシー海峡において米潜水艦レザーバックの雷撃を受け沈没。戦死。死後任中佐